# Leidschenveen-Ypenburg
Leidschenveen-Ypenburg is een stadsdeel van Den Haag.
De volgende wijken behoren tot dit stadsdeel:
- Forepark
- Leidschenveen
- Ypenburg
- Hoornwijk

Voor de gemeentelijke herindeling op 1 januari 2002 behoorde Leidschenveen inclusief het langs de Rijkswegen A4 en A12 gelegen bedrijventerrein Forepark tot de gemeente Leidschendam. Ypenburg is een voormalig militair vliegveld en viel onder de gemeentes Leidschendam, Nootdorp en Rijswijk. De Bras, een buurt die nu ook tot de wijk Ypenburg wordt gerekend, behoorde tot de gemeente Pijnacker. Het resterende gedeelte van Leidschendam fuseerde met Voorburg tot Leidschendam-Voorburg, terwijl Pijnacker en Nootdorp samen verder gingen als de gemeente Pijnacker-Nootdorp.
Het stadsdeel Leidschenveen-Ypenburg is slechts via een corridor, de Haagse Trekvliet, verbonden met de rest van de gemeente Den Haag.
Leidschenveen en Ypenburg zijn twee van de zeven Vinex-wijken in de regio Haaglanden.

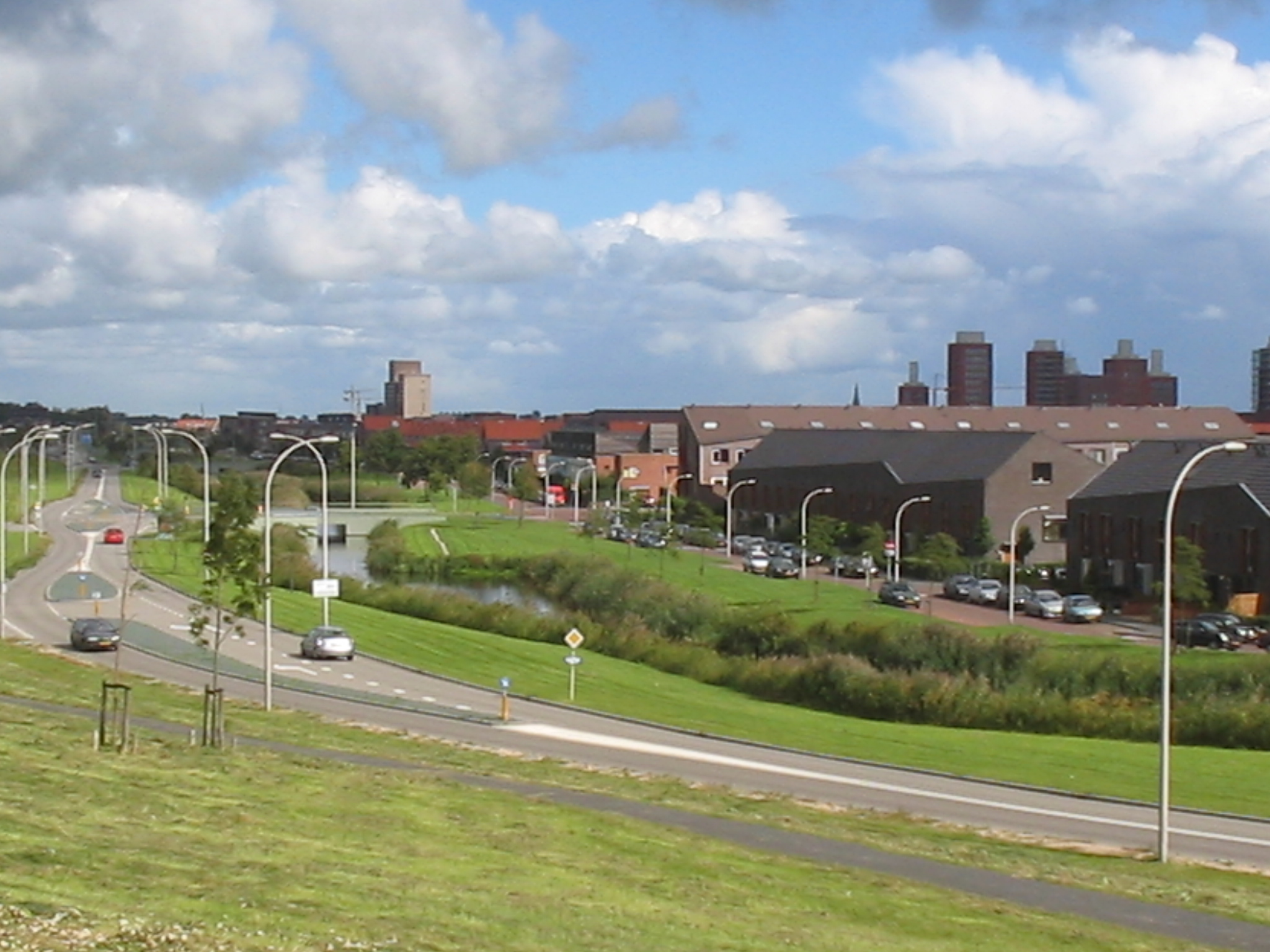
Ypenburg